# Artistiekeling
De Artistiekelingen of Pleiners waren een jeugd/subcultuur van jongeren die in de jaren 50 bestond. Het waren voornamelijk kunstzinnig en Filosofie/filosofisch ingestelde jongeren die naar jazzmuziek luisterden, zich donker kleedden en belangstelling hadden voor de Franse cultuur (voornamelijk Franse literatuur). Zij waren samen met de nozems de eerste echte jeugdcultuur in Nederland.
De voornaamste bezigheid van de Artistiekelingen was rondhangen op straat, waar gepraat en gediscussieerd werd, het bezoeken van (ondergrondse) jazzclubs en zich bezighouden met kunst en literatuur. Als kleding droeg men vooral donkere kleren en het haar werd naar voren gekamd en was bij vrouwen of heel lang of heel kort. De mannen rookten vaak een pijp.
De soorten muziek waarnaar werd geluisterd, waren jazz, zoals Miles Davis en John Coltrane, en Franse chansons, omdat Frankrijk werd gezien als hip. De muzieksmaak was deels een rebellie tegen de gevestigde orde. De erg emotionele zwarte jazzmuziek werd door de populaire cultuur van die tijd gezien als verderfelijk en sensueel. Via de jazzcultuur werden ook drugs die in Amerika gebruikt werden populair bij de pleiner jeugdcultuur en dan voornamelijk wiet.
Er was vaak wrijving tussen de Artistiekelingen en de gevestigde orde. De eersten wilden de kleinburgerlijkheid doorbreken, de laatste wilde een met normen en waarden doordrenkte jeugd. De andere jeugdcultuur die rond die tijd bestond, waren de nozems, ruige jongens uit de lagere klasse die hun kledingstijl van Amerikaanse Rock-'n-roll/muziek en Film (cinematografie) film vandaan haalden. Hoewel de Artistiekelingen vreedzaam waren en de nozems uit de weg gingen, ontstonden toch vaak ruzies.